# Walter Georg Leisner
Walter Georg Leisner (* 1973) ist ein deutscher Rechtswissenschaftler.

## Leben
Nach dem Abitur am Wilhelmsgymnasium München studierte er Rechtswissenschaften in München und Hamburg als Hochschulstipendiat der Hanns-Seidel-Stiftung (1. juristisches Staatsexamen in München 1998). Nach dem Referendariat beim Oberlandesgericht München und dem Zweiten Juristischen Staatsexamen promovierte er an der Universität Hamburg 2002 zum Thema Denkmalgerechte Nutzung. 2006 erfolgte die Habilitation bei Otto Luchterhandt über das Thema „Existenzsicherung im Öffentlichen Recht“, wofür er die venia legendi für Staats- und Verwaltungsrecht sowie Steuerrecht erhielt. Seit 2001 war er bei der Sozietät Dr. Kleeberg & Partner in München tätig, seit 2004 als Partner der Kleeberg Leisner Rechtsanwaltsgesellschaft, München. In dieser Zeit erwarb er die Ausbildung zum Fachanwalt für Steuerrecht. Von 2006 bis 2015 war er Gründungspartner der überörtlichen Kanzlei Leisner Zehentmeier & Kollegen, später Leisner Steinbacher Baum, Rechtsanwälte Steuerberater in München und Berlin. Im August 2019 umhabilitierte ihn die FU Berlin für die Fächer Staats- und Verwaltungsrecht sowie Steuerrecht und verlieh ihm den Titel außerplanmäßiger Professor.
Seine Forschungsschwerpunkte sind öffentliche Recht (Verfassungsrecht), öffentliches Wirtschaftsrecht, Gewerberecht, Vergaberecht, öffentliches Baurecht (Denkmalschutzrecht) und das Immobilienrecht, das Erbrecht und Stiftungsrecht und das Steuerrecht. Er ist Mitglied der Vereinigung der Deutschen Staatsrechtslehrer.

## Schriften (Auswahl)
- Denkmalgerechte Nutzung. Ein Beitrag zum Denkmalbegriff im Recht des Denkmalschutzes. Unter besonderer Berücksichtigung der Lage in Hamburg. Berlin 2002, ISBN 3-428-10913-9.
- Existenzsicherung im öffentlichen Recht. Minimum, Grundlagen, Förderung. Tübingen 2007, ISBN 3-16-149289-7.
- „Ist eine Änderung des § 5 Handwerksordnung dahingehend anzustreben, dass auch Meisterbetriebe der B1-Handwerke in seinen Anwendungsbereich fallen?“. Gutachtliche Stellungnahme durch das Ludwig-Fröhler-Institut für Handwerkswissenschaften, München. Alfeld 2011, ISBN 978-3-7734-0326-1.
- Die körperschaftliche Rechtsform bei Innungen, Kreishandwerkerschaften und Landesinnungsverbänden : öffentlich-rechtlicher oder privatrechtlicher Status?. Alfeld 2011, ISBN 978-3-7734-0325-4.